# أدينكا غليديس فالوسي
أدينكا غليديس فالوسي (بالإنجليزية: Adeyinka Gladys Falusi)‏ أستاذة جامعية نيجيرية في علم أمراض الدم - الأكاديمية النيجيرية، ومديرة سابقة في معهد التدريب والأبحاث الطبية المتقدمة في كلية الطب، جامعة إيبادان. متخصصة في علم الوراثة البشري والأخلاقيات البيولوجية والوراثة الجزيئية المتعلقة بأمراض الدم الوراثية مثل فقر الدم المنجلي والثلاسيميّة ألفا.

## المعلومات الأساسية
تنحدر فالوسي من ولاية إيكيتي جنوب غرب نيجيريا. حصلت على إجازة في الكيمياء وشهادة دكتوراه في علم أمراض الدم.
الأستاذة فالوسي هي أحد مؤسسي جمعية فقر الدم المنجلي في نيجيريا (SCAN)، ومؤسّسة منذ عام 2013 لمؤسسة الأمل لفقر الدم المنجلي النشطة، في عام 2001 عُينت رئيسة لجامعة إبادان ولجنة المراجعة المؤسساتية للمستشفى الجامعي، وفي السنة نفسها حصلت على جائزة L'Oréal-UNESCO للعلوم للنساء. وحافظت على تلك المكانة مدة 4 سنوات وفي عام 2005 أصبحت منسّقة للشبكة النيجيرية لأخلاقيات البحث الطبي. في عام 2005 كُرمت بزمالة وسام الاستحقاق الوطني للإنتاجية، وفي عام 2009 انتخبت عضوًا في الأكاديمية النيجيرية للعلوم، المنظمة العلمية العليا في نيجيريا.
في عام 2013 حصلت على جائزة الاستحقاق لولاية إيكيتي (the Ekiti State Merit Award) وقُلدت الجائزة من قبل كايودي فايمي حاكم ولاية إيكيتي. مُنحت جائزة الشخصية المميزة لتوفير الرعاية الأساسية (ABC) لدعمها رعاية مرضى فقر الدم المنجلي عالمياً وخارج نطاق نداء الواجب في عام 2014, قامت ببعض الأبحاث لبعض الأمراض الوراثية غير المعدية ونشرتها مثل سرطانات الثدي والربو والملاريا وبشكل خاص اضطرابات الهيموغلوبين لمرضى الخلايا المنجلية والثلاسيميا وغيرها من المعدّلات الجينية، لديها أكثر من 60 مقالة في المجلات وفصولًا في الكتب و 50 ملخصًا وأكثر من 80 مقالة واجتماعات مؤتمرية. تُركّز الآن على توعية العامة وتعليمهم عن مرض فقر الدم المنجلي (المرجع: المبادرة الصحية الوطنية لسكان الأرياف (HIRD) في ولاية أويو نيجيريا- www.schafng.org)